# موازنة أولية (مصطلح إحصائي)

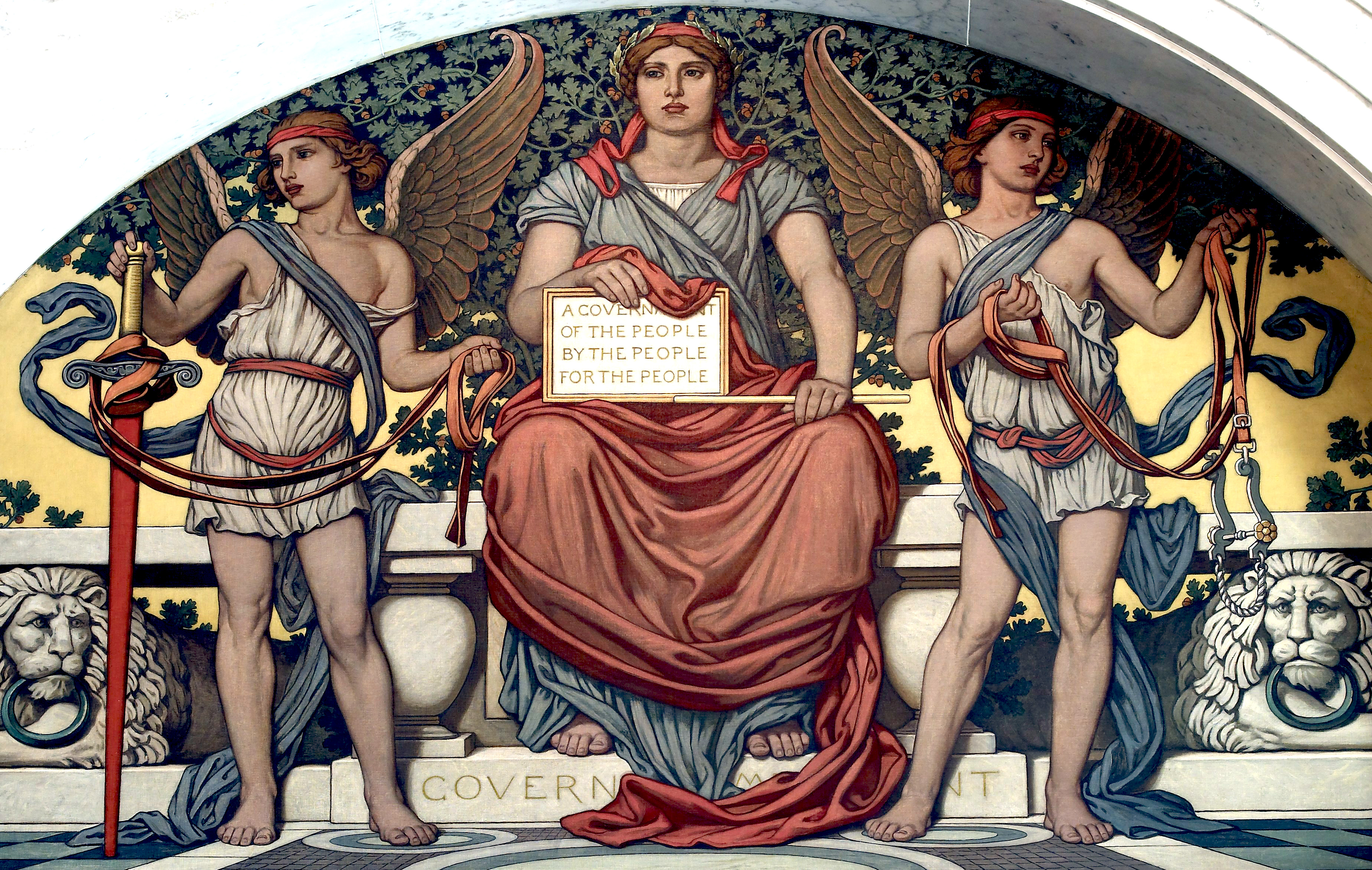

الموازنة الأولية تعرفها منظمة التعاون الاقتصادي والتنمية (OECD) بأنها صافي الاقتراض الحكومي أو صافي الاقراض، باستثناء مدفوعات الفائدة على الخصوم الحكومية الموحدة. والميزانيات الاتحادية التي تحقق موازنة أولية يكون لديها عائدات اتحادية تعادل الإنفاق ولكن مع وجود عجز متبقٍ في الميزانية نتيجة لمدفوعات الفائدة على الديون السابقة. وقد أوصى مركز التقدم الأمريكي في 14 ديسمبر عام 2009 بأن تضع الولايات المتحدة هدفًا لتحقيق الموازنة الأولية بحلول عام 2014م.

## وصلات خارجية
- A Path to Balance: A Strategy for Realigning the Federal Budget